# Château de Soure
Le château de Soure est situé dans la ville, paroisse (en portugais freguesia) et conseil du même nom, dans le District de Coimbra, au Portugal.
Il se dresse dans la vallée du fleuve Mondego, sur une colline basse formée par les alluvions au confluent de la rivière Arunca (en) et de son affluent l'Anços (pt), la ville s'étant développée à l'abri de ses murs.
Actuellement en ruines, il faisait partie de la ligne défensive avancée de Coimbra, joignant les châteaux de Santa Eulália, Miranda do Corvo (disparus de nos jours), Montemor-o-Velho, Penela et Lousã.

## Histoire

### Antécédents
L'Arunca fut, jusqu'à l'époque médiévale, accessible aux bateaux de petite calaison entre Soure et Alfarelos. Par ce moyen, étaient acheminés les produits de la région (blé, seigle, orge, huile, vin, lin, chanvre, miel, cire) en plus de ceux, abondants, de la chasse et de la pêche. C'est pourquoi l'occupation de la région par les humains est assez ancienne.
À l'époque de la conquête romaine de l'Hispanie, on pense qu'un petit détachement s'est installé à cet endroit pour protéger la voie romaine qui allait à Coimbra. De cette occupation il reste en témoignage plusieurs pierres qui ont ensuite été utilisées pour la construction du château médiéval. On peut affirmer la même chose pour la période suivante d'occupation par les Suèves et les Wisigoths.

### Le château médiéval
En l'absence d'informations documentaires, il y a discussion sur la première fortification de Soure, érigée à l'époque des luttes de la reconquista chrétienne : certains veulent l'attribuer aux musulmans vers le IXe siècle, mais il paraît plus vraisemblable de la dater du Xe siècle environ, entre 1064 et 1111. Les défenseurs de la première date l'attribuent au comte Sesnando Divides, à qui Ferdinand Ier de León et Castille (Fernando Magno) confia la gouvernance de la région après la conquête de Coïmbre en 1064. Les défenseurs de la seconde arguent qu'en intégrant les domaines du Comté de Portugal, en cherchant à encourager son peuplement et sa défense, Henri de Bourgogne, comte de Portugal conféra le for au peuplement (1111), en l'initiant avec les fortifications défensives.
Il y a un consensus cependant pour dire que le château fut érigé rapidement, ainsi que l'atteste l'appareil des fortifications, où l'on a réutilisé des restes de construction des époques antérieures, ayant souffert, en diverses occasions, des assauts des forces musulmanes, fréquentes dans la région puisqu'elle ne put être définitivement sécurisée qu'après la conquête de Santarém en 1147 par Alphonse Ier de Portugal.
La mesure de peuplement du Comte D. Henrique ne fut pas très efficace puisqu'en 1116 une grande offensive musulmane, visant à reprendre la région de Coïmbre, fit fuir la population de Soure qui, incendiant les habitations derrière elle, se réfugia à Coïmbre. La tradition locale affirme que le lieu abandonné devint à partir d'alors peuplé de fauves.
Une nouvelle initiative pour le repeuplement de Soure eut lieu quand la comtesse Thérèse de León (Teresa de Leão), alors veuve, donna les châteaux de Soure, Sainte Eulalie et Quiaios au Comte Fernão Peres de Trava, en échange du château d'Avô (1122). À cette période, la défense des domaines de Vila Nova de Soure et son château fut confiée à Gonçalo Gonçalves, un noble de Viseu qui se fit remarquer à la conquête de Santarém (1147).
Plus tard, la Comtesse Teresa (alors reine) concéda à l'Ordre du Temple le château de Soure et toutes les terres entre Coïmbre et Leiria, ces domaines devenant alors de siège de l'Ordre au Portugal situé antérieurement à Fonte da Arcada dans la province du Minho (19 mars 1128, deux mois après la fondation de l'ordre du Temple à Troyes en Champagne). Cet acte fut confirmé l'année suivante par son fils, qui était alors l'Infant D. Afonso (extrait de la lettre de donation de Soure par Afonso Henriques aux Templiers, 14 mars 1129):

« esta doação faço, não por mando, ou persuação de alguém, […] e porque em a vossa Irmandade sou Irmão […]. Eu o Infante D. Afonso com a minha própria mão roboro esta carta. »

« Je fais cette dotation, non par demande, ou persuasion de quelqu'un, […] et parce qu'en vôtre Confrérie je suis Frère […]. Moi Infant D. Afonso de ma propre main je confirme cette lettre »
D. Afonso fit également don à l'Ordre de la grande forêt de Cera.
Lorsque la zone fut reconquise, les templiers y fondèrent les villes de Coïmbre, Rodin, et Ega.
L'action d'expansion des Templiers sera cependant interrompue par une nouvelle contre-offensive des musulmans qui, menés par le cadi arabe de Santarém en 1144, prirent Soure, tuant ou faisant prisonniers (emmenés à Santarém) un grand nombre de ses habitants.
Avec la disparition de l'Ordre, les domaines de Soure et son château passèrent à l'Ordre du Christ à la suite de la bulle papale du 14 mars 1319.
Durant la crise portugaise de 1383-1385, la localité et le château appartinrent à Jean Ier de Portugal. Sont datées de la période ultérieure, entre le XVe siècle et le XVIe siècle, des ouvrages de rénovation des défenses, comme l'atteste la configuration des créneaux et du second niveau dans la tour sud.

### DuXIXesiècleà nos jours
Jusqu'au XIXe siècle, le château resta en possession de l'ordre du Christ. Pendant ce siècle, deux tours du château furent vendues par João Ramos Faria à João Lobo Santiago Gouveia, comte de Verride. À la fin de cette période, en 1880, la chambre municipale fit dynamiter la tour sud-ouest qui menaçait de s'effondrer.
Dans la première moitié de XXe siècle, il appartint au poète Santiago Presado qui, dans les années 1940, le mit à la disposition de la chambre municipale. À l'époque, celle-ci ne légalisa pas le don. Le château fut classé Monument National au Portugal par décret du 5 avril 1949.
En 1973, le château fut placé dans une vente aux enchères publique avec un prix de réserve de 60 480 dollars. Cependant, la transaction ne fut pas effectuée par l'État portugais.

## Description
Château de plaine, c'est un rare exemplaire d'architecture militaire pré-romane dans le pays, avec des vestiges d'œuvres de la période gothique et manuéline. De petite dimension, il se présente sur un plan comme un rectangle, la maçonnerie est faite de pierre brute, ayant été utilisé de manière prédominante comme résidence (Alcazaba).
Il comptait primitivement quatre tours, dont l'une, celle du nord-est, tournée vers l'intérieur et les trois autres saillantes. Ne subsiste que celle du sud-ouest (dynamitée partiellement en 1880). La première était la plus robuste, ayant probablement la fonction de donjon, avec une fenêtre découpée en plein cintre au second niveau à partir du XVe siècle ou du XVIe siècle, selon les observations que l'on peut faire des créneaux.
On accède à la cour d'armes du château par une porte en arc située à la tour bord-ouest; s'ouvrent sur ce pan de muraille quatre fentes au premier niveau et également quatre fentes au second. La tour sud-ouest présente au nord deux fenêtres en arc et au sud deux fentes et une fenêtre en arc à côté d'une fenêtre de découpe carrée.
Avec le passage des siècles, le château a perdu son caractère défensif, se confondant peu à peu dans la continuité des habitations. Ce fait lui a retiré son cadre historique, et nuit à son appréciation. Associé au château de Soure, on trouve à l'est de celui-ci des ruines de l'église de Notre-Dame du Finistère (Igreja da Nossa Senhora da Finisterra), qui aurait été constituée d'une seule nef avec quatre colonnes supportant le toit.